# Drottkvätt

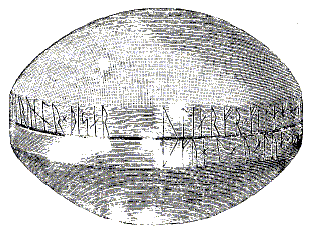
Sigtunadosan, en bronsdosa från Sigtuna med runinskrift i drottkvätt.

Drottkvätt, efter isländskans dróttkvætt, är ett fornnordiskt versmått besläktat med fornyrdislag och ljodahattr. Drottkvätten är det mest komplicerade av alla de gamla nordiska versmåtten. Som antyds av namnet är drottkvätten (av drott, och kväde) den självskrivna formen för hyllningsdikt tillägnad en furste. Att behärska drottkvätt, helst improviserat, ansågs vara det högsta provet på skaldens förmåga. Drottkvätt är det typiska versmåttet för skaldediktningen.

## Versmåttet
Versmåttet har åttaradiga strofer där raderna hör ihop parvis (jämför fornyrdislag). Varje rad har tre betonade stavelser. Alla rader innehåller allitterationer eller andra typer av rim – udda rader har ett partiellt konsonantrim (kallat skothending), jämna rader har ett vanligt rim men inte nödvändigtvis i slutet av orden (aðalhending). Varje halvrad måste ha precis tre stavelser, alla rader har kvinnliga ändelser (en lång stavelse följd av en kort).
Kenningar var en viktig del i versformen, inte minst för att de var en praktisk nödvändighet för att kunna uppfylla versmåttets krav. Ett annat mått på skaldeskicklighet och versmåttets krav är att man tvingades ha flera parallella trådar i dikten, något som naturligtvis var mycket svårt speciellt vid improvisation.

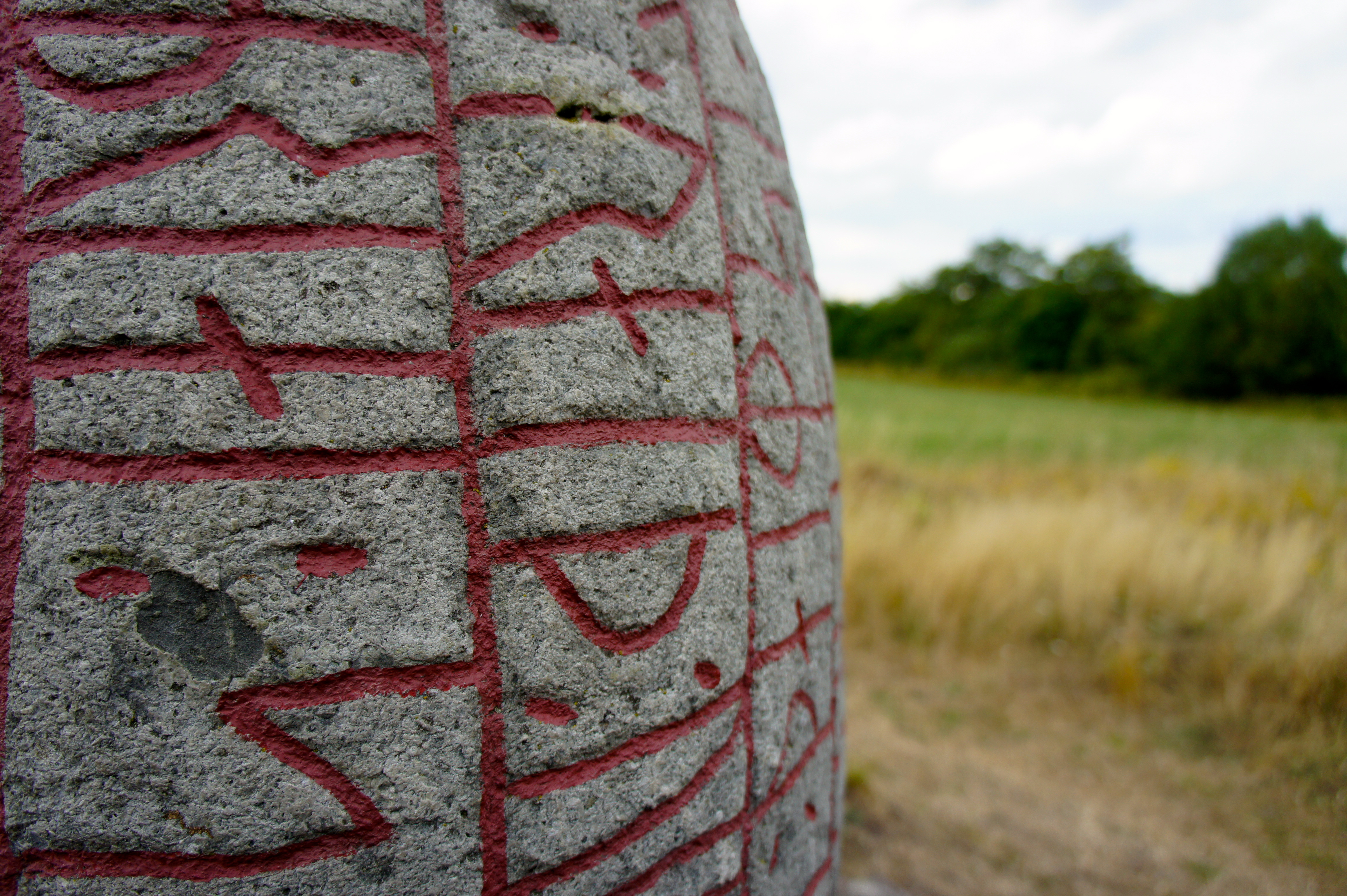
Karlevistenen i närbild.

## Historia
Drottkvätten har en lång historia och var fullt utvecklad redan hos Brage den gamle, den förste skald vi känner namnet på.
Belysande för versmåttets status är berättelsen om hur norske kung Harald inför slaget vid Stamford bridge visar sin skaldeförmåga genom att improvisera på drottkvätt efter att en annan skald gjort en i hans tycke undermålig prestation. Haralds kväde lyder (aðalhending i fet stil),
Kriúpum vér firir vópna
(valtæigs) brøkon æighi
(svá bauð Hilldr) at hialdri
(haldorð) i bugh skialdar;
hátt bað mec, þer's mœtozt;
mennskurð bera forðom
lackar is oc høusar
hialmstal i gný malma.
(Övers.: I striden gömmer vi oss inte inför vapnens larm [så sade höklandens gudinna (en fager mö), sann i ord] Hon som bar haldsbandet bad mig hålla huvudet högt när stridens is [ett glittrande svärd] söker skallar splittra)
Inom hakparenteser ses här syntaktiskt separata avsnitt, utspridda i texten. Kenningarna behövs både för att uppfylla versmåttet och för att öka den visuella kraften i dikten.
Det enda verk på drottkvätt som bevarats helt i obetvivlat originalskick är inskriften på Karlevistenen.